# Gradenšak
Gradenšak – wieś w Słowenii, w gminie Lenart. W 2018 roku liczyła 31 mieszkańców.